# Wilson Sibbett
Wilson Sibbett (* 15. März 1948 in Portglenone, Nordirland) ist ein britischer Physiker und Hochschullehrer, der sich mit Lasern befasst. Er ist Professor an der University of St. Andrews in Schottland.

## Leben
Sibbett studierte an der  Queen’s University Belfast  mit dem Bachelor-Abschluss in Physik 1970 und wurde am Imperial College in London 1973 promoviert, wo er danach Research Fellow war, ab 1977 Lecturer und ab 1984 Reader. Ab 1985 war er Professor an der Universität St. Andrews, wo er 1985 bis 1987 die Physik-Fakultät leitete und 1994 bis 2003 Forschungsdirektor der School of Physics and Astronomy war. Ab 1997 war er dort Wardlow Professor für Physik.
Er befasste sich mit ultrakurzen Laserpulsen und deren Anwendung, optischer Kommunikationstechnik und Photobiologie.
Er baute eine Streak-Kamera mit Auflösung im Picosekundenbereich und darunter und demonstrierte als Erster Modenkopplung mit Kerr-Linsen (Kerr Lense Mode Coupling) mit einem Titan-Saphir-Laser zur Erzeugung von Femtosekunden-Laserpulsen.
2011 erhielt er den Charles Hard Townes Award, 1993 die C. V. Boys Medal des Institute of Physics, 1997 den Rank Prize in Optoelektronik und 2002 den Quantenelektronik-Preis der European Physical Society. Er ist Fellow der Royal Society (1997) und erhielt 2000 deren Rumford-Medaille (für seine Forschung zu ultrakurzen Laserpulsen) und 2009 deren Royal Medal. Er ist CBE (2001). 1986 wurde Fellow des Institute of Physics. Er ist Fellow der Optical Society of America (1998) und der European Optical Society (2007) sowie Fellow der Royal Society of Edinburgh (1989). Er ist zweifacher Ehrendoktor (University of Dundee, Trinity College Dublin).
2001 wurde er der Chefberater der schottischen Regierung in Wissenschaftsfragen (Scottish Science Advisory Committee).